# Kill the Headlights
Kill the Headlights – czwarty album studyjny amerykańskiego zespołu nu metalowego Adema. Wydawnictwo ukazało się 21 sierpnia 2007 roku nakładem wytwórni muzycznej Immortal Records.

## Lista utworów
| Nr  | Tytuł utworu           | Długość |
| --- | ---------------------- | ------- |
| 1.  | „Cold and Jaded”       | 3:35    |
| 2.  | „Brand New Thing”      | 3:43    |
| 3.  | „Open Till Midnight”   | 3:46    |
| 4.  | „Waiting for Daylight” | 3:01    |
| 5.  | „Days Go By”           | 3:57    |
| 6.  | „Prelude”              | 0:33    |
| 7.  | „All These Years”      | 3:05    |
| 8.  | „What Doesn't Kill Us” | 3:37    |
| 9.  | „Invisible”            | 4:00    |
| 10. | „Black Clouds”         | 3:32    |
| 11. | „Los Angeles”          | 3:38    |
| 12. | „The Losers”           | 3:32    |
|     |                        | 39:59   |

## Twórcy albumu
- Dave Deroo – gitara basowa
- Kris Kohls – perkusja
- Mike Ransom – gitara
- Tim Fluckey – gitara
- Bobby Reeves - wokal
- Marshall Altman - produkcja
- Eddy Schreyer - mastering
- Eric Robinson - mix